# Sellnrod
Sellnrod ist ein Ortsteil der Gemeinde Mücke im mittelhessischen Vogelsbergkreis. Zum Ort gehört der Weiler Schmitten.

## Geographie
Das Dorf liegt am Fuße des Vogelsberges und wird von dem Streitbach durchflossen.
Historische Flächennutzungsstatistik
- 1825: (Morgen): 1209 Acker, 548 Wiesen, 33 Weiden, 6 Wald.[3]
- 1854: (Morgen) 2356, davon 1279 Acker, 536 Wiesen, 435 Wald.
- 1961: (Hektar): 612, davon 98 Wald.[1]
- Für den Schmitten: 1854: (Morgen): 100, davon 54 Acker, 40 Wiesen.[4]

## Geschichte

### Ortsname und Ersterwähnung
Der auf das Suffix -rod endende Ortsname lässt auf eine Gründung in der Rodungsperiode um das Jahr 1000 schließen. Der Ortsnamensforscher Lutz Reichardt leitet den Ortsnamen von einem Personennamen „Selbo“ ab. Er gibt aber auch an, dass der Ortsname wegen „Fehlens von Vergleichsnamennicht nicht sicher zu erklären“ sei.
Die älteste bekannte schriftliche Erwähnung von Sellnrod erfolgte im Jahr 1349: ... wegen dez hobez tzu Selnrode (wegen des Hofes zu Sellnrod). Weitere schriftliche Erwähnungen sind czu Selinrode (1364) und 1366 wird ein Eckart von Sellynrade genannt.

### Mittelalter
Bereits 1315 wird ein Konrad von Sellnrod als Unterschultheiß in Grünberg genannt.
Im 14. Jahrhundert wird der Ort in Verkäufen aus den Jahren 1349, 1364 und 1366 erwähnt:
- „Johan von Petershain und Alheid sin eliche husfrauwe“ tun am 24. Oktober 1349 kund, dass sie dem „Gotshus und Clostere der juncfrauwen s. Augustinus tzu Werberg“ das Drittel eines Hofes zu „Selnrode“ verkauft haben. Die beiden anderen Drittel gehören Peter von Kestrich.
- Eckart von Sellynrode und seine Frau Elze sowie die Töchter Gele und Hebele bekennen am 17. Juni 1366, dass sie ihre Rechte und Einkünfte „an dem habe zu Ruperathisburg“ (Ruppertsburg) an „Hirmanne zu Burin“, Hermann von Beuern, Altarist an St. Martin „in der parre zu Grunenberg“ verkauft haben.

#### Isenburg zu Büdingen
Die Burg Ulrichstein, die Gerichte Bobenhausen, Felda und Schotten waren ursprünglich im Besitz der Grafschaft Isenburg zu Büdingen. Obwohl das Gebiet in den Besitz der Landgrafschaft Hessen kam, blieben die Grafen von Isenburg im Besitz des Zehnten des Gerichts Bobenhausen und des Kirchensatzes Bobenhausen.
Nachweislich wurde die Grünberger Familie von Sassen seit 1353 mit dem Zehnten des Gerichts Bobenhausen belehnt. Der Zehnte gehörte im 14. Jahrhundert der Familie von Saasen und war ein Lehen der Herren von Isenburg-Büdingen. Als weitere Orte, an denen der Zehnte von den Grafen von Isenburg-Büdingen an die von Saasen verliehen wurde, werden in der Urkunde genannt: Bobenhausen II, Ober-Seibertenrod, Höckersdorf, Wohnfeld Altenhain (Laubach), Linscheid, Langenwasser = heute: Langwasserhof, Petershain, Kölzenhain, Feldkrücken und Selgenstadt = heute Selgenhof.

#### Gericht Bobenhausen
Sellnrod gehörte zum Gericht Bobenhausen. Aus der Urkunde vom 15. Juli 1364 erkennt man den Umfang des Gerichts Bobenhausen. Volpracht von „Sassin“ und Bechte, „sin Eliche wirten“ bekannten am 15. Juli 1364, dass sie ihren Teil des Zehnten zu „Babenhusen“ (Bobenhausen II), zu abern Sifeharterode (Ober-Seibertenrod), zu Langenwaßere, zu Feltkrucken, zu Kulzenhan, czu Lynscheit, zu Albinshan, zu Wanefelde (Wohnfeld), czu Selinrode, czu Heckirstorf (Höckersdorf), czu Pedirshan, czu Falkenandischan und zu Selginstad verkauft hatten. Käufer waren „Clase von Sassen,“ Schöffe zu „Grunenberg,“ dessen Frau Hildeburg, deren Töchter und Söhne, die dafür 150 „phunt heller“ zahlten. Volpracht und Clase von Sassen waren Brüder. Zeuge war u. a. Johann von Kestrich, Schöffe in Grünberg.
Am 31. Dezember 1489 belehnte Landgraf Wilhelm III. von Hessen die Brüder Eberhard und Heinrich Riedesel (zu Josbach) mit den Lehen, die ihr Vater und sie bereits von Landgraf Heinrich III. zu Lehen trugen. Dies waren u. a. vier Gulden Geld im Dorf Sellnrod im Gericht Bobenhausen („Berbenhusen“).
1586 wurde ein Leibeigenregister für das Amt Ulrichstein aufgestellt, dem auch Leibeigene aus Sellnrod und „Schmiede Sellnrod“ nebst anderen Gemeinden erfasst wurden.

### Neuzeit
Ziemlich zu Beginn des Dreißigjährigen Krieges, im Jahr 1622, verwüsteten die Truppen des „tollen Halberstädters“ Christian von Braunschweig-Wolfenbüttel das hessen-darmstädtische Amt Ulrichstein und auch Sellnrod. In seiner Beschreibung der „Marter und Pein“, welche die Söldner ausübten, berichtet der Amtmann Johann Kaiser aus Ulrichstein über das Schicksal der Einwohner von „Selerodt“: „Den Schulmeister haben sie geldgebens halben erstlich blou und schwartz geschlagen, … ein rappir vfs hertz gesetzt … gantz nackend ausgezogen … am leib zerhauen, das ers seine lebtage nicht verwinden wirdt.“ Die Frau des Johannes Möller (Müller) wurde „blou und schwartz geschlagen.“ Den Grönhansen wollten sie aufhängen. Besonders übel traktierten die Halberstädter Truppen die Bewohner des Weilers Schmitten, der „Selnröder Schmidt.“ Lorenz Dieln und Heintz Nickeln wurden, an Pferde gebunden, in den Wald geführt, wo man sie aufhängen wollte. „Hans Schefern und sein Weib“ wurden wie alle anderen „geldtgebens halben … blou und schwartz geschlagen.“ Ähnlich erging es den Bewohnern der übrigen Orte des Amtes in Vlrichsteinn, Bobenhassenn, wo sie besonders schlimm wüteten, in Wonfeldt, Heckersdorff, Oberseiberderrodt, Altenhain, Meiches und Helbershain.
- Am 18. Oktober 1611 brach in Sellnrod die Pest aus.[15]
- Am 3. Mai 1667 wurde Elisabetha Peter, die Ehefrau des Johann Peter, unter dem Vorwurf, eine Hexe zu sein, gefoltert.[16] Am 3. Oktober wurde sie in Gießen mit der 17-jährigen Tochter Elisabetha des Johann Müllers im peinlichen Verhör konfrontiert. Während das Mädchen zugab, von Elisabetha Peter in deren Haus zur Teufelsbuhlschaft verführt worden zu sein, widersprach die Angeklagte heftigst.[17]
- Bereits Mitte des 18. Jahrhunderts setzte eine starke Auswanderung ein. 1751 wanderte eine Familie Knöss (Kniess) nach Ungarn aus ins Komitat Tolna. 1766 folgten mehrere Einwohner den Werbern der Katharina der Großen. In dieser Zeit begann die Geschichte der Russlanddeutschen. Eine große Zahl von Sellnrödern führte der Weg in eine neue Heimat nach Nordamerika. Dies zeigt auch die Abnahme der Wohnbevölkerung zwischen 1825 und 1910. Über die wirtschaftliche Situation hieß es 1825: „doch erbaut es seine Bedürfnisse nicht.“[18]
- 1795 wird die Frei- und Schlagmühle[19] sowie 1854 die Wiesenmühle erwähnt.
- 1795 ist Wilhelm Schneidmüller Schultheiß von Sellnrod im Gericht Bobenhausen.[20]
- Bis weit ins 20. Jahrhundert besaß Sellnrod eine einklassige Volksschule. Sie stand an der zentralen Kreuzung des Dorfes westlich gegenüber der Kirche.

Der Schulmeister zu „Selerodt“ wurde 1622 von den halberstädtischen Truppen aufs übelste misshandelt. 1795 unterrichtete an der Schule der Lehrer Johann Henrich Müller.
- Über die wirtschaftliche Situation des Dorfes „mit 137 Häusern und 649 … Einwohnern“ am Beginn des 19. Jahrhunderts wird berichtet, dass „deren vorzüglichste Nahrungsquellen Ackerbau, Viehzucht, Spinnerei, Handwerk und Handel“ waren. „Von Professionisten finden sich hier 2 Schuhmacher, 2 Schneider, 2 Schmiede, 1 Wagner, 1 Schreiner, 2 Maurer, 1 Zimmermann und 1 Becker.“[22]

Die Statistisch-topographisch-historische Beschreibung des Großherzogthums Hessen berichtet 1830 über Sellnrod:

„Sellnrod (L. Bez. Schotten) evangel. Pfarrdorf; liegt im Vogelsberg, an dem Seemenbach, 2 1⁄2 St. von Schotten, hat 129 Häuser und 743 Einwohner, die außer 3 Katholiken evangelisch sind. Man findet 1 Kirche, 2 Mahl- und 2 Oelmühlen. – Der Ort kommt im 14. Jahrhundert unter dem Namen Sellinrode vor, und nach einer Urkunde von 1353 hatte Heinrich von Isenburg die von Sassen mit dem dasigen Zehnten belehnt. Sellnrod hat durch einen am 24. Juni 1829 erfolgten Hagelschlag nicht nur die Erndte verloren, sondern es sind auch durch die Fluten die Felder, die an Bergen liegen, sehr ruinirt worden.“

### Nachkriegszeit
Durch den Zuzug von Vertriebenen und Flüchtlingen nach dem Ende des Zweiten Weltkrieges wuchs die Bevölkerung stark an. Die Eingliederung der Gemeinde Schmitten in die Gemeinde Sellnrod erfolgte zum 1. April 1951.
Zum 1. Oktober 1971 wurde die bis dahin selbständige Gemeinde Sellnrod im Zuge der Gebietsreform in Hessen zeitgleich mit zwei weiteren Gemeinde auf freiwilliger Basis in die Gemeinde Mücke eingegliedert.
Für alle durch die Gebietsreform nach Mücke eingegliederten Gemeinden wurden Ortsbezirke gebildet.
Ein neues Wohngebiet entstand im Nordwesten des Dorfes. Im Ort gibt es einen Kindergarten und eine Sporthalle.
Anfang des 3. Jahrtausends erregte ein Kuhaltersheim in Sellnrod Aufsehen.

### Verwaltungsgeschichte
Von 1622 stammt der erste Nachweis, dass Sellnrod ins Amt Ulrichstein gehörte, ebenso wie 1787. Damals war Sellnrod ein Ort in der Landgrafschaft Hessen-Darmstadt, Regierungsbezirk Gießen, Amt Ulrichstein, Gericht Bobenhausen. Auch Altenhain, Feldkrücken, Höckersdorf, Kölzenhain, Ober-Seibertenrod und Wohnfeld sowie der Petershainer Hof und Schmitten gehörten in das Gericht dieses Amtes.
Am 12. Juli 1806 erhob Napoleon die Landgrafschaft Hessen-Darmstadt zum Großherzogtum Hessen. 1820 erhielt das Großherzogtum eine Verfassung. Auf dieser Grundlage wurden die bisherigen Amtsbezirke, Sellnrod gehörte zum Amt Ulrichstein, in Landrats- und Landgerichtsbezirke umgewandelt. Am 30. Juni 1821 erschien die Gemeindeordnung des Großherzogtums, welche die Trennung von Justiz und Verwaltung vorsah. Diese Gemeindeordnung wurde am 14. Juli 1821 umgesetzt. Das Dorf kam in diesem Jahr zum Landratsbezirk Schotten und zum Landgericht Schotten. Gleichzeitig traten nun an die Spitze des Dorfes ein gewählter Bürgermeister und ein Gemeinderat.
Eine Konsequenz der Revolution von 1830 war die Neuordnung der Verwaltung. Mit Verordnung vom 20. August 1832 wurden die Landratsbezirke zu Kreisämtern. Zum neuen Kreisamt Nidda kam der seitherige Landgerichtsbezirk Schotten. Also wurde auch Sellnrod 1832 in den Kreis Nidda eingegliedert, der fortan eine Art Superkreis bildete.
Da der Kreis Grünberg größere Gebiete an den Kreis Gießen hatte abgeben müssen, erhielt er dafür 1837 Gemeinden aus dem Raum Lich, Laubach und der nördlichen Wetterau. 1838 kam auch Sellnrod zum Kreis Grünberg.
Die Kreise wurden im Revolutionsjahr 1848 aufgelöst und aufgrund des Gesetzes vom 31. Juli 1848 über „Die Organisation der dem Ministerium des Inneren untergeordneten Verwaltungsbehörden“ in Regierungsbezirke umgewandelt. Zum Regierungsbezirk Nidda gehörten 116 Gemeinden aus den Landgerichtsbezirken Nidda, Büdingen, Schotten, Ortenberg und Ulrichstein. Da die Einwohner von Sellnrod, Altwiedermus und Illnhausen nicht innerhalb eines Tages nach Nidda kommen konnten, wurde der Regierungsbezirk 1852 aufgelöst. Sellnrod kam 1852 zum Kreis Schotten. Schließlich gehörte Sellnrod seit 1938 in den Landkreis Alsfeld, der 1972 im Vogelsbergkreis aufging.
Verwaltungsgeschichte im Überblick
Die folgende Liste zeigt die Staaten und Verwaltungseinheiten, denen Sellnrod angehört(e):
- vor 1567: Heiliges Römisches Reich, Landgrafschaft Hessen, Amt Ulrichstein
- ab 1567: Heiliges Römisches Reich, Landgrafschaft Hessen, Amt Ulrichstein (Söhne der Margarethe von der Saale)[34]
- ab 1570: Heiliges Römisches Reich, Landgrafschaft Hessen-Marburg, Amt Ulrichstein, Gericht Bobenhausen
- 1604–1648: Heiliges Römisches Reich, strittig zwischen Landgrafschaft Hessen-Darmstadt und Landgrafschaft Hessen-Kassel (Hessenkrieg)
- ab 1604: Heiliges Römisches Reich, Landgrafschaft Hessen-Darmstadt, Oberfürstentum Hessen, Amt Ulrichstein, Gericht Bobenhausen[35]
- 1787: Heiliges Römisches Reich, Landgrafschaft Hessen-Darmstadt, Oberfürstentum Hessen, Amt Ulrichstein, Gericht Bobenhausen[36]
- ab 1806: Großherzogtum Hessen,[Anm. 2] Fürstentum Oberhessen, Oberamt Alsfeld, Amt (und Gericht ab 1803) Ulrichstein[37][38]
- ab 1815: Großherzogtum Hessen[Anm. 3], Provinz Oberhessen, Amt Ulrichstein[39]
- ab 1821: Großherzogtum Hessen, Provinz Oberhessen, Landratsbezirk Schotten[40][Anm. 4]
- ab 1832: Großherzogtum Hessen, Provinz Oberhessen, Kreis Nidda
- ab 1838: Großherzogtum Hessen, Provinz Oberhessen, Kreis Grünberg
- ab 1848: Großherzogtum Hessen, Regierungsbezirk Gießen
- ab 1852: Großherzogtum Hessen, Provinz Oberhessen, Kreis Schotten
- ab 1867: Norddeutscher Bund[Anm. 5], Großherzogtum Hessen, Provinz Oberhessen, Kreis Schotten
- ab 1871: Deutsches Reich, Großherzogtum Hessen, Provinz Oberhessen, Kreis Schotten
- ab 1918: Deutsches Reich (Weimarer Republik), Volksstaat Hessen, Provinz Oberhessen, Kreis Schotten
- ab 1938: Deutsches Reich, Volksstaat Hessen, Landkreis Alsfeld[41][Anm. 6]
- ab 1945: Amerikanische Besatzungszone,[Anm. 7] Groß-Hessen, Regierungsbezirk Darmstadt, Landkreis Alsfeld
- ab 1946: Amerikanische Besatzungszone, Hessen, Regierungsbezirk Darmstadt, Landkreis Alsfeld
- ab 1949: Bundesrepublik Deutschland, Hessen, Regierungsbezirk Darmstadt, Landkreis Alsfeld
- ab 1971: Bundesrepublik Deutschland, Land Hessen, Regierungsbezirk Darmstadt, Landkreis Alsfeld, Gemeinde Mücke[Anm. 8]
- ab 1972: Bundesrepublik Deutschland, Hessen, Regierungsbezirk Darmstadt, Vogelsbergkreis, Gemeinde Mücke
- ab 1981: Bundesrepublik Deutschland, Hessen, Regierungsbezirk Gießen, Vogelsbergkreis, Gemeinde Mücke

### Gerichte seit 1803
In der Landgrafschaft Hessen-Darmstadt wurde mit Ausführungsverordnung vom 9. Dezember 1803 das Gerichtswesen neu organisiert. Für das Fürstentum Oberhessen (ab 1815 Provinz Oberhessen) wurde das „Hofgericht Gießen“ eingerichtet. Es war für normale bürgerliche Streitsachen Gericht der zweiten Instanz, für standesherrliche Familienrechtssachen und Kriminalfälle die erste Instanz. Übergeordnet war das Oberappellationsgericht Darmstadt.  Die Rechtsprechung der ersten Instanz wurde durch die Ämter bzw. Standesherren vorgenommen und somit war für Sellnrod das Amt Ulrichstein zuständig. Nach der Gründung des Großherzogtums Hessen 1806 wurden die Aufgaben der ersten Instanz 1821–1822 im Rahmen der Trennung von Rechtsprechung und Verwaltung auf die neu geschaffenen Land- bzw. Stadtgerichte übertragen. Sellnrod fiel in den Gerichtsbezirk des Landgerichts Schotten. Durch Verfügung des Großherzoglich Hessischen Ministerium des Innern und der Justiz wurde es am 1. Dezember 1838 an den Bezirk des neu errichteten Landgerichts Ulrichstein abgetreten.
Anlässlich der Einführung des Gerichtsverfassungsgesetzes mit Wirkung vom 1. Oktober 1879, infolge derer die bisherigen großherzoglichen Landgerichte durch Amtsgerichte an gleicher Stelle ersetzt wurden, während die neu geschaffenen Landgerichte nun als Obergerichte fungierten, kam es zur Umbenennung in „Amtsgericht Ulrichstein“ und Zuteilung zum Bezirk des Landgerichts Gießen.
1943 verlor das Amtsgericht Ulrichstein seine Selbständigkeit und wurde zur Zweigstelle des Amtsgerichts Schotten. Mit Wirkung zum 1. Juli 1968 erfolgte die Auflösung des Amtsgerichts Schotten und Sellnrod kam zum Gerichtsbezirk des Amtsgerichts Alsfeld.

## Bevölkerung

### Einwohnerstruktur 2011
Nach den Erhebungen des Zensus 2011 lebten am Stichtag dem 9. Mai 2011 in Sellnrod 732 Einwohner. Darunter waren 6 (0,8 %) Ausländer. Nach dem Lebensalter waren 114 Einwohner unter 18 Jahren, 303 zwischen 18 und 49, 174 zwischen 50 und 64 und 141 Einwohner waren älter. Die Einwohner lebten in 397 Haushalten. Davon waren 66 Singlehaushalte, 90 Paare ohne Kinder und 105 Paare mit Kindern, sowie 30 Alleinerziehende und 6 Wohngemeinschaften. In 60 Haushalten lebten ausschließlich Senioren und in 195 Haushaltungen lebten keine Senioren.

### Einwohnerentwicklung
| • 1806: | 579 Einwohner, 116 Häuser           |
| • 1829: | 743 Einwohner, 129 Häuser           |
| • 1867: | 655 Einwohner, 133 bewohnte Gebäude |
| • 1875: | 596 Einwohner, 128 bewohnte Gebäude |

| Sellnrod: Einwohnerzahlen von 1791 bis 2022 | Sellnrod: Einwohnerzahlen von 1791 bis 2022 | Sellnrod: Einwohnerzahlen von 1791 bis 2022 | Sellnrod: Einwohnerzahlen von 1791 bis 2022 | Sellnrod: Einwohnerzahlen von 1791 bis 2022 |
| --- | ------------------------------------------- | ------------------------------------------- | ------------------------------------------- | ------------------------------------------- |
| Jahr |                                             |                                             |                                             | Einwohner                                   |
| 1791 | 1791                                        |                                             | 462                                         | 462                                         |
| 1800 | 1800                                        |                                             | 472                                         | 472                                         |
| 1834 | 1834                                        |                                             | 836                                         | 836                                         |
| 1840 | 1840                                        |                                             | 880                                         | 880                                         |
| 1846 | 1846                                        |                                             | 874                                         | 874                                         |
| 1852 | 1852                                        |                                             | 862                                         | 862                                         |
| 1858 | 1858                                        |                                             | 755                                         | 755                                         |
| 1864 | 1864                                        |                                             | 741                                         | 741                                         |
| 1871 | 1871                                        |                                             | 657                                         | 657                                         |
| 1875 | 1875                                        |                                             | 637                                         | 637                                         |
| 1885 | 1885                                        |                                             | 668                                         | 668                                         |
| 1895 | 1895                                        |                                             | 651                                         | 651                                         |
| 1905 | 1905                                        |                                             | 634                                         | 634                                         |
| 1910 | 1910                                        |                                             | 668                                         | 668                                         |
| 1925 | 1925                                        |                                             | 627                                         | 627                                         |
| 1939 | 1939                                        |                                             | 644                                         | 644                                         |
| 1946 | 1946                                        |                                             | 853                                         | 853                                         |
| 1950 | 1950                                        |                                             | 849                                         | 849                                         |
| 1956 | 1956                                        |                                             | 760                                         | 760                                         |
| 1961 | 1961                                        |                                             | 758                                         | 758                                         |
| 1967 | 1967                                        |                                             | 789                                         | 789                                         |
| 1970 | 1970                                        |                                             | 772                                         | 772                                         |
| 1980 | 1980                                        |                                             | ?                                           | ?                                           |
| 1990 | 1990                                        |                                             | ?                                           | ?                                           |
| 2000 | 2000                                        |                                             | ?                                           | ?                                           |
| 2011 | 2011                                        |                                             | 732                                         | 732                                         |
| 2015 | 2015                                        |                                             | 669                                         | 669                                         |
| 2022 | 2022                                        |                                             | 673                                         | 673                                         |
| Datenquelle: Historisches Gemeindeverzeichnis für Hessen: Die Bevölkerung der Gemeinden 1834 bis 1967. Wiesbaden: Hessisches Statistisches Landesamt, 1968. Weitere Quellen: LAGIS; 1791, 1800; Gemeinde Mücke; Zensus 2011 |                                             |                                             |                                             |                                             |

## Religion
Sellnrod besaß ursprünglich eine Kapelle. Am Ende des 17. Jahrhunderts war sie baufällig und wurde abgerissen. Sellnrod gehörte im Mittelalter kirchlich zu Bobenhausen II, 15. Jahrhundert, das dem Archidiakonat St. Johannis (Mainz) unterstellt war.

### Reformation
Zu Beginn des 16. Jahrhunderts war Sellnrod eine Filiale der Kirche von Bobenhausen. Schon 1527 wirkte dort Johannes Schmierer als evangelischer Pfarrer. Um 1534 wird Georg Hindergarth erwähnt. Seine Nachfolger waren Konrad Hatterod von 1535 bis zu seinem Tod 1567 und Balthasar Susenbeth von Eschwege. Susenbeth wurde 1575 Pfarrer in Alsfeld. Dort starb er 1584. Sellnrod gehörte noch 1577 zum Kirchspiel Bobenhausen. Zur Pfarrei Bobenhausen II gehörte ursprünglich auch Ulrichstein, das um 1400 selbständig wurde. Zum Kirchspiel Bobenhausen zählten 1577 Altenhain, Feldkrücken, Höckersdorf, Kölzenhain, Obereibertenrod, Sellnrod und Wohnfeld.

### Kirchengemeinde Sellnrod
1639 bildete dann Sellnrod mit dem Weiler Schmitten und Altenhain (Laubach) eine eigenständige Gemeinde. Knapp 60 Jahre später baute man die heutige Fachwerkkirche. Seit 1709 gehören Sellnrod und Altenhain zu einem Kirchenverband. 1841 zählten neben Sellnrod und Altenhain auch Schmitten und die Wiesenmühle dazu.

### Pfarrer
- Johann Konrad Stauffenberger war 1641/42 Pfarrer in Sellnrod. Sein Sohn Johann Ludwig Stauffenberger wurde ebenfalls Pfarrer, begleitete verschiedene Pfarrstellen in der Pfalz und im Elsass. Dort war er nach einem sehr verworrenen Leben von 1685 bis 1695 Pfarrer in Wingen.[55]
- Johann Otto Justus (* 9. Januar 1644 in Grünberg), war vorher Schulmeister in Ober-Ofleiden und Kirtorf. Als Pfarrer wirkte er in Sellnrod von 1686 bis 1693. 1693 wurde er abgesetzt.
- Pfr. Heunemann heiratete Margarethe Elisabeth, geb. Dieffenbach, 1694 in Sellnrod. Sie war die Tochter des Pfarrers Johann Georg Dieffenbach (* 1659 Dolgesheim; † 1719 Lorsbach).[56]
- Simon Christoph Rodaug wurde als Pfarrer 1694/95 von Naunheim nach Sellnrod versetzt. Dort wurde um 1700 sein Sohn Andreas geboren.
- Philipp Konrad Löber (1720–1784), Pfarrer in Sellnrod von 1747 bis 1774, danach in Eudorf. Er war verheiratet mit Margaretha Elisabetha Hennemann.
- Johann Konrad Rübsamen, Pfarrer von 1774 bis 1778
- Johann Ludwig Rübsamen, Pfarrer von 1778 bis 1789
- Christian David Köhler, Amtszeit von 1789 bis 1797, 1795 Pfarrer in „Sellnrode“.[57]
- Pfr. Eberwein in Sellnrod, Amtszeit in Sellnrod von 1813 bis 1826, dann wurde ihm 1826 die Pfarrstelle in Bernsburg übertragen.[58]
- 1841 und 1842 war die Pfarrstelle nicht besetzt.[59]
- Pfr. Ludwig Frank, Amtszeit 1843–1850[15]
- Simon Wagner, Schulvikar zu Daubringen, dann Großen-Buseck, übernahm 1873 die Pfarrstelle in Sellnrod.[60]
- Johannes Medert, Amtszeit von 1899 bis 1910. Sein Sohn Gustav (* 9. Januar 1897) fiel am 24. Juli 1918 in Fismes.
- Wilhelm Fresenius, Amtszeit 1899–1910. Sein Sohn Friedel (* in Sellnrod) promovierte 1930 an der Universität Rostock im Fach Medizin. Die Eltern lebten zu dieser Zeit bereits in Littburg.
- Georg Christoph Keil, Pfarrer in Sellnrod von 1826 bis 1836
- Karl Weichhard 1836–1843
- Ludwig Bang 1850–1889. Nach der langen Amtszeit von Pfarrer Bang wurde die Pfarrstelle in den nächsten drei Jahren lediglich verwaltet.
- Pfarrverwalter Scheid und Pfarrverwalter Naumann von 1889 bis 1892
- Hugo Freitag 1892–1911
- Pfarrverwalter Wiegand im Jahre 1911
- Wilhelm Diehl 1911–1925[61]
- 1925–1926 Pfarrverwalter Otto Illut
- 1926–1928 Pfarrverwalter von Bobenhausen
- Pfr. Paul König war Sohn eines Bellersheimer Pfarrers. 1926 wurde er Pfarrer in Groß-Eichen und betreute die Gemeinden Sellnrod und Lardenbach.
- Karl Zulauf, Pfarrer in Sellnrod von 1933 bis 1939.
- Pfr. Fresenius. Sein Sohn Friedel (* in Sellnrod), promovierte 1930 an der Universität Rostock im Fach Medizin. Die Eltern lebten zu dieser Zeit bereits in Littberg.
- Heinrich Bayer, Amtszeit 1939–1940
- Dr. Wilhelm Stumpf war Pfarrer in Sellnrod von 1940 bis 1950. Er heiratete am 26. Juni 1915 Mathilde Stephan aus Schaafheim.
- 1950–1951 Wilhelm Weinand, Pfarrer in Sellnrod von 1950 bis 1951
- Wilhelm Debus, Amtszeit in Sellnrod von 1951 bis 1964
- Walter Dörner war Pfarrer in Sellnrod von 1966 bis 1972.[62]
- Ellen Hojgaard Breidert, (* 1946 in Vig Dänemark), Studium in Kopenhagen und Marburg, Ordination 1974 in Sellnrod, verwaltete die dortige Pfarrstelle von 1974 bis 1978[63]
- Ernst-Dieter Mankel wurde im Oktober 1980 im Dekanat Grünberg ordiniert. Er war zehn Jahre Pfarrer in Sellnrod und wechselte dann in die Militärseelsorge.
- Gerhard Kurmis, Pfarrer seit 1991, († Mai 2010)
- Ingrid Volkhardt-Sandori, seit Oktober 2011

1841 gehörte Sellnrod ins Dekanat Schotten. Heute ist die Kirchengemeinde Sellnrod/Altenhain ins Dekanat Grünberg eingegliedert. Demian bezeichnete mit Recht das Dorf noch 1825 als „lutherisches Pfarrdorf auf dem Vogelsberge“, denn alle 649 Einwohner waren Lutheraner. Nach der Volkszählung von 1910 gab es folgende konfessionelle Gliederung der Dorfbewohner: 637 waren evangelisch, eine Person katholisch und sieben gehörten zu den „christlichen Dissidenten“.

### Historische Konfessionszugehörigkeit
| • 1829: | 740 evangelische (= 99,60 %), 3 katholische (= 0,40 %) Einwohner  |
| • 1961: | 696 evangelische (= 91,82 %), 45 katholische (= 5,94 %) Einwohner |

## Politik
Ortsbeirat
Für Sellnrod besteht ein Ortsbezirk (Gebiete der ehemaligen Gemeinde Sellnrod) mit Ortsbeirat und Ortsvorsteher nach der Hessischen Gemeindeordnung.
Der Ortsbeirat besteht aus sieben Mitgliedern. Bei den Kommunalwahlen in Hessen 2021 betrug die Wahlbeteiligung zum Ortsbeirat 63,2 %. Es wurden gewählt: zwei Mitglieder der CDU, ein Mitglied der SPD und vier Mitglieder der „Freien Wähler“.

## Sehenswürdigkeiten
- Fachwerkkirche Sellnrod

## Verkehr
- Durch den Ort führt die Landesstraße 3166. Den öffentlichen Personennahverkehr stellt die Buslinie VB-76 der Verkehrsgesellschaft Oberhessen her.
- Bis 1958 befand sich die nächste Bahnhaltestelle 1 km östlich von Weickartshain im Ortsteil Seenbrücke an der Bahnstrecke Friedberg–Mücke. Diese bestand seit 1903 und wurde 1958 eingestellt.[68]

## Persönlichkeiten
- Ludwig Funk (um 1785–1813), Räuber und Mitglied der Wetterauer Bande.
- Jakob Konrad Justus (1708–1785), „der Kalendermann vom Veitsberg“ war der Enkel des Sellnröder Pfarrers Johannes Otto Justus.[69] Der „Kalendermann“ und Astrologe war seit 1734 Lehrer auf dem Veitsberg. Von Rudolf Oeser, Pseudonym: O. Glaubrecht, wurde er im Roman „Der Kalendermann vom Veitsberg“ verewigt.
- Wilhelm Jaeger war „einer der bedeutendsten Kartografen des 18. Jahrhunderts.“ Er wurde am 18. August 1718 in Nürnberg geboren. Sein Großvater war Peter Jaeger, gestorben 1711. Er stammte aus Sellnrod und war Weiß- u. Honigkuchenbäcker und Fruchtmesser.[70]
- Friedrich Valentin Thudichum, Vater von Georg Thudichum,[71] war verheiratet mit Marie Magdalene Loeber, geb. am 3. Mai 1767 in Sellnrod. Sie starb am 4. Januar 1813 in Nidda. Sie war die Tochter des Pfarrers Philipp Konrad Löber, 1720–1784, Pfarrer in Sellnrod, dann Eudorf, und der Margaretha Elisabetha Hennemann.